# Tarantobugten
Tarantobugten (italiensk: Golfo di Taranto) er en bugt i Det Ioniske Hav i det sydlige Italien. De største byer langs kysten er Taranto, som bugten er opkaldt efter, og Gallipoli. 
Tarantobugten er næsten firkantet og er 140 km i begge retninger. Den grænser til kappene Santa Maria di Leuca i øst og Colonna i vest. Bugten er omgivet af tre italienske regioner: Apulien, Basilicata og Calabrien. De vigtigste floder som munder ud i bugten er Basento, Sinni og Agri.
De græske kolonier (Magna Graecia) Crotone, Heraklea, Thurii og Sybaris lå langs Tarantobugten.
39°53′06″N 17°16′37″Ø / 39.885°N 17.276944444444°Ø